# Сарнаки
Сарнаки (пол. Sarnaki) — село в Польщі, у гміні Сарнаки Лосицького повіту Мазовецького воєводства. Населення — 1144 особи (2011).

## Історія
За даними етнографічної експедиції 1869—1870 років під керівництвом Павла Чубинського, у місті переважно проживали римо-католики, меншою мірою — греко-католики, які здебільшого розмовляли українською мовою.
У 1975—1998 роках село належало до Білопідляського воєводства.

## Демографія
Демографічна структура станом на 31 березня 2011 року:
|          | Загалом | Допрацездатний вік | Працездатний вік | Постпрацездатний вік |
| -------- | ------- | ------------------ | ---------------- | -------------------- |
| Чоловіки | 555     | 104                | 400              | 51                   |
| Жінки    | 589     | 109                | 356              | 124                  |
| Разом    | 1144    | 213                | 756              | 175                  |